# Bombus baeri
Bombus baeri är en biart som beskrevs av Joseph Vachal 1904. Den ingår i släktet humlor och familjen långtungebin. Inga underarter finns listade.

## Beskrivning
Bombus baeri har svart huvud och mellankropp, inklusive benen. Vingarna är lätt bruna, svagare hos arbetarna och hanarna. Alla tergiterna har orange päls. Hos honorna (drottning och arbetare) är pälsen på tergit 5, 6 och det mesta av tergit 4 något ljusare. Undersidans sterniter är mörka. Drottningen är omkring 21 mm lång, arbetarna 16 mm, och hanarna 17 mm.

## Utbredning och ekologi
Humlan är en bergsart som lever på höjder mellan 2 700 och 4 200 m. Den förekommer i Sydamerika i södra Peru, Bolivia och nordvästra Argentina.

## Status
Internationella naturvårdsunionen (IUCN) klassificerar arten som livskraftig (LC), men konstaterar samtidigt att habitatförlust till följd av ett utökat bergsjordbruk är ett potentiellt hot.